# Горица (област Добрич)
Вижте пояснителната страница за други значения на Горица.
Горѝца е село в Североизточна България, община Генерал Тошево, област Добрич.
Село Горица през 1963 г. е закрито и присъединено към село Преселенци, а през 1986 г. е отделено от Преселенци и възстановено като самостоятелно населено място – село.

## География
Село Горица се намира в Южна Добруджа, на около 28 km изток-североизточно от областния център град Добрич, 12 km югоизточно от общинския център град Генерал Тошево и 25 km северно от град Балчик. Разположено е в Източната Дунавска равнина, в източната част на Добруджанското плато. Надморската височина в центъра на селото е около 167 m. Климатът е умерено континентален. Покрай южната страна на селото минава идващ от запад сух дол (суходол), който нататък през селата Сираково и Сърнино и покрай село Бежаново продължава към румънска територия.
През селото минава в направление запад-северозапад – изток-югоизток третокласният републикански път III-9701, който води на запад през селата Преселенци, Малина, Методиево и Победа към град Добрич, а на изток през селата Великово и Сираково до връзка в село Сърнино с републикански път III-2963.
Землището на село Горица граничи със землищата на: село Чернооково на север; село Калина на североизток, изток и югоизток; село Василево на юг; село Преселенци на югозапад, запад и северозапад.
Числеността на населението на село Горица по данните от преброяванията от 1934 г. насам (без преброяванията през 1965, 1975 и 1985 г., когато Горица е било част от село Преселенци) се променя както следва:
| \| Година на преброяване \| Численост \| \| --------------------- \| --------- \| \| 1934 \| 156 \| \| 1946 \| 189 \| \| 1956 \| 203 \| \| 1992 \| 89 \| \| 2001 \| 112 \| \| 2011 \| 107 \| \| 2021 \| 103 \| |           |
| Година на преброяване | Численост |
| 1934 | 156       |
| 1946 | 189       |
| 1956 | 203       |
| 1992 | 89        |
| 2001 | 112       |
| 2011 | 107       |
| 2021 | 103       |

Етническият състав на населението по численост и дял на етническите групи според преброяването през 2011 г. е:
| Етнически групи     | Численост | Дял (в %) |
| Общо                | 107       | 100       |
| Българи             | 16        | 14,95     |
| Турци               | 46        | 42,99     |
| Цигани              | 12        | 11,21     |
| Други               | 0         | 0         |
| Не се самоопределят | 3         | 2,80      |
| Не отговорили       | 30        | 28,04     |

## История
След Руско – турската война (1877 – 1878) и Освобождението селото е в България от 1878 г. до 1913 г. и от 1940 г. В Списъка на населените места по преброяването на 1 януари 1881 г. то фигурира като Орманджик в община Сюлейманлък (Спасово), околия Балчик, окръг Варна. През 1906 г. селото – тогава Орманджик, е преименувано на Горица. След края на Междусъюзническата (Втората балканска) война по силата на Букурещкия договор от 1913 г. (чиито условия България отказва да приеме за окончателни) селото остава в румънска територия. Върнато е на България по Крайовската спогодба от 1940 г.
Първоначално училище „Васил Левски“ е открито в село Горица през 1942 г. и е действало до 1959 г.

## Обществени институции
Изпълнителната власт в село Горица към 2024 г. се упражнява от кметски наместник.

## Природни и културни забележителности
Село Горица попада в защитената зона по директивата за местообитанията „Крайморска Добруджа.